# Echeandía
Echeandía è una parrocchia urbana dell'Ecuador, capoluogo dell'omonimo cantone, nella provincia di Bolívar.